# Бенинско-китайские отношения
Бени́нско-кита́йские отноше́ния — двусторонние дипломатические отношения между Республикой Бенин и Китайской Народной Республикой.
Бенин имеет посольство (город Пекин, район Чаоян) и консульство (специальный административный район Гонконг), а Китай — посольство (департамент Литораль, город Котону) в Бенине.

## Общая характеристика стран
|                                                   | Бенин                 | Китай                 |
| ------------------------------------------------- | --------------------- | --------------------- |
| Площадь (км²)                                     | 114 763               | 9 572 900             |
| Столица                                           | Порто-Ново            | Пекин                 |
| Население (чел.)                                  | 12 633 000            | 1 411 778 724         |
| Государственное устройство                        | унитарное государство | унитарное государство |
| Объём ВВП по ППС (млрд долл.)                     | 42,493                | 24191,301             |
| Количество ядерных боеголовок (развёрнутых/всего) | —                     | ?/350                 |
| Численность вооружённых сил (чел.)                | 7250                  | 2 035 000             |
| Военный бюджет (млрд долл.)                       | 0,0558                | 193                   |
| Добыча нефти (млн т/год)                          | —                     | 194,8                 |
| Выплавка стали (млн т/год)                        | —                     | 808,366               |
| Выплавка алюминия (тыс т/год)                     | —                     | 36 000                |
| Производство цемента (млн т/год)                  | —                     | 2200                  |
| Производство электроэнергии (тВт·ч/год)           | —                     | 7779,1                |

## История
Двусторонние отношения между странами установлены 12 ноября 1964 года. В январе 1966 года Бенин в одностороннем порядке разорвал отношения с Китаем и в апреле этого же года установил дипломатические отношения с Китайской Республикой (Тайвань). 29 декабря 1972 года были разорваны отношения с Тайванем и восстановлены отношения с Китаем, в декабре также было подписано «Совместное коммюнике об установлении дипломатических отношений Китайской Народной Республики и Республики Дагомея».
После восстановления дипломатических отношений, представители обеих стран регулярно обмениваются дипломатическими визитами.

## Торгово-экономические отношения
Страны подписали соглашение о торгово-экономическом и научно-техническом сотрудничестве и создали комитет по торгово-экономическому сотрудничеству. Китайское правительство финансирует большое количество проектов в Бенине, в том числе освоение целины, постройка стадиона «Стад-де-л’Амити» (город Котону), прядильно-ткацкая фабрика и больница (департамент Моно, город Локоса).
Частные китайские компании с 1985 года осуществляют некоторые свои проекты в Бенине, в том числе постройка шоссе между городами Параку (департамент Боргу) и Саве (департамент Коллин), Исламский культурный центр и другие. В 2009 году подразделение китайской компании «Tiens Group Co., Ltd.», на средства, выделенные Китаем, построило Центр развития экономики и торговли в Бенине. В марте 2018 года президент Бенина Патрис Гийом Атаназ Талон одобрил предложение Китая о строительстве железной дороги из Котону в Ниамей — столицу Республики Нигер.
В 1997 году товарооборот между странами превысил 100 миллионов долларов, в 2001-м составил 520,49 миллионов, из которых китайский экспорт составил 520,43 миллионов, а в 2002-м упал до 437,85 миллионов долларов, из которых китайский экспорт составил 420,85 миллиона долларов. Основными товарами китайского экспорта являются товары из текстиля, лёгкая промышленность, различные механизмы, электрическая продукция. Основными товарами бенинского экспорта являются хлопок и кешью.

## Сотрудничество в различных областях
Страны подписали культурное соглашение, согласно которому Китай учредил в Бенине Китайский культурный центр в Котону. С 1973 года бенинские студенты принимаются на обучение в Китае. На данный момент, в Китае обучается 25 студентов из Бенина. Также между странами был подписан протокол, согласно которому Китай отправляет медицинские бригады для оказания медицинской помощи в Бенине. С 1978 года было отправлено 13 медицинских бригад, на данный момент в Бенине находится 26 китайских врачей.
В мае 1992 года страны подписали соглашение о взаимном освобождении от виз лиц со служебными, дипломатическими и другими специальными видами паспортов. Соглашение вступило в силу в ноябре 1993 года.

## Членство в международных организациях
Бенин и Китай совместно состоят во многих международных организациях. Ниже представлена таблица с датами вступления государств в эти организации.
|      | Бенин | Китай |
| ---- | ----- | ----- |
| ООН  | 1960  | 1945  |
| МВФ  | 1963  | 1945  |
| МБРР | 1963  | 1945  |
| ВТО  | 1996  | 2001  |